# چک ترک‌ترک
چک ترک‌ترک (نام علمی: Cercomela tractrac) نام یک گونه از سرده چک‌های بیابان است.